# Amplificador de guitarra

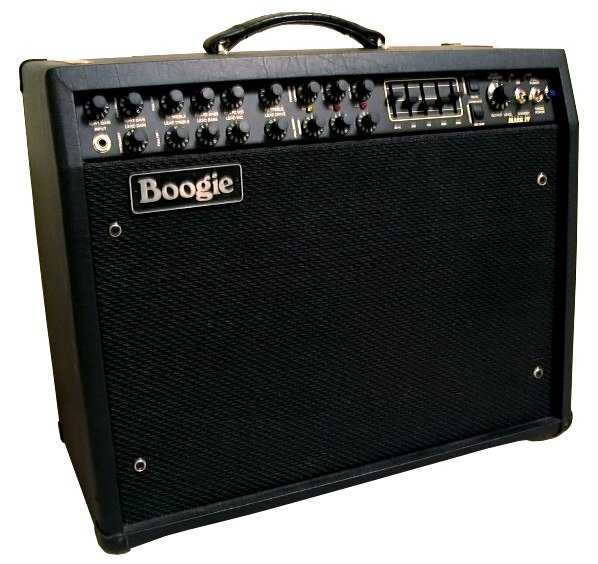
Mesa-Boogie "Mark IV", un amplificador combo para guitarra

Un amplificador de guitarra es un aparato electrónico diseñado para amplificar una señal eléctrica de sonido emitida por una guitarra eléctrica o guitarra electroacústica de manera que dicho sonido se produzca a través de un altavoz (Más conocido como parlante). La mayoría de los amplificadores pueden modificar el tono del instrumento enfatizando o atenuando ciertas frecuencias y añadiendo efectos de guitarra , como la distorsión (Uno de los más típicos) y la reverberación. La entrada de los amplificadores de guitarras modernas son de conectores jack de 1/4 pulgadas, que recibe una señal de un sensor piezoeléctrico (en una guitarra acústica) o de una pastilla electromagnética (en guitarras eléctricas).

## Estructura
Normalmente los amplificadores de guitarra constan de dos etapas de circuitos de amplificación, y es común que dispongan además de un circuito de ecualización. La primera etapa es un preamplificador o previo (puede haber más de uno), que amplifica la señal de la guitarra hasta un nivel que pueda estimular la etapa de potencia. La etapa de potencia o etapa de salida aumenta la amplitud de la señal de entrada hasta provocar que el altavoz produzca sonido.
Puede haber una o más etapas de preamplificación que modifiquen el carácter de la señal de la guitarra: antes del previo (como en el caso de los pedales de guitarra), entre el previo y la etapa de potencia (como ocurre con los loop de efectos) o entre distintas etapas de preamplificación apiladadas. El previo puede disponer también de efectos electrónicos como ecualización, compresión, distorsión, chorus o reverberación. Los amplificadores pueden usar válvulas de vacío, transistores de estado sólido o ambos.
Los amplificadores se pueden encontrar en dos configuraciones: en combinación ("combo"), que incluyen un amplificador y uno o más altavoces en un gabinete de madera; y el amplificador independiente (también llamado "cabezal"), que no incluye el altavoz, pero pasa la señal a un gabinete que contiene uno o más altavoces.

## Historia
Los primeros instrumentos amplificadores no fueron diseñados para usar con guitarras. Aparecieron a principios de los '30 cuando los condensadores electrolíticos y las válvulas rectificadoras permitieron la producción de fuentes de alimentación integradas económicas que podían ser enchufadas a tomas de la pared,  en lugar de las pesadas baterías eléctricas existentes hasta entonces, que no serían ligeras hasta bastante más tarde. Mientras que los primeros amplificadores se usaron para amplificar guitarras acústicas, la amplificación electrónica de guitarras se hizo ampliamente popular en los años 30 y 40 por la música hawaiana, que usaba en gran medida el lap steel hawaiano amplificado.
Los controles de los primeros amplificadores para guitarra eran muy simples y proveían de gran volumen, pero lo limitado de los controles, los altavoces usados y la poca potencia de los amplificadores (por lo general, 15 vatios o menos hacia mediados de los 50) ofrecían pocos agudos y bajos en su salida. Algunos modelos iban acompañados de efectos como, por ejemplo, el trémolo electrónico. Fender etiquetó sus primeros amplificadores con trémolo como "vibrato" y las palancas de vibrato de sus stratocaster como "tremolo bar". Algunos modelos posteriores incluyeron un muelle de Reverberación, siendo el primero en llevarlo el Ampeg Reverberocket. 
En la década de 1950, algunos guitarristas saturaban sus amplificadores a propósito para poder experimentar con sonidos nuevos, descubriendo así, el efecto de la distorsión , entre ellos Goree Carter, Joe Hill Louis, Ike Turner, Willie Johnson, Pat Hare, Guitar Slim, Chuck Berry, Johnny Burnette, and Link Wray. A principios de los 60, el guitarristas de música surf Dick Dale colaboró con Fender para producir amplificadores personalizados, incluyendo el primer amplificador de 100 vatios. Cruzó los límites de la tecnología de amplificación eléctrica, ayudando a desarrollar nuevos equipos capaces de producir "tonos gruesos, limpios y definidos" a "volúmenes jamás soñados"
La distorsión se hizo más popular a partir de mediados de los 60, cuando el guitarrista de The Kinks Dave Davies produjo efectos de distorsión conectando la salida ya distorsionada de un amplificador a la entrada de otro. Posteriormente, la mayoría de los amplificadores incorporaron controles de distorsión preamplificada, así como otras unidades diseñadas para producir efectos de manera segura y fiable. Ya en el siglo XXI, el overdrive y la distortion se han convertido en parte integral de muchos estilos musicales tocados con guitarra eléctrica, desde el blues rock al heavy metal y hardcore punk.
Los amplificadores de guitarra se usaron en un principio con bajos y teclados electrónicos, pero otros instrumentos producían un rango de frecuencias más amplio y necesitaban un amplificador y un sistema de altavoces más apropiado. Se necesita mucha más potencia de amplificación para reproducir sonidos de bajas frecuencias, especialmente a volúmenes altos. La reproducción de bajas frecuencias también requiere un woofer apropiado o un altavoz subwoofer y una caja infinita.

## Tipos

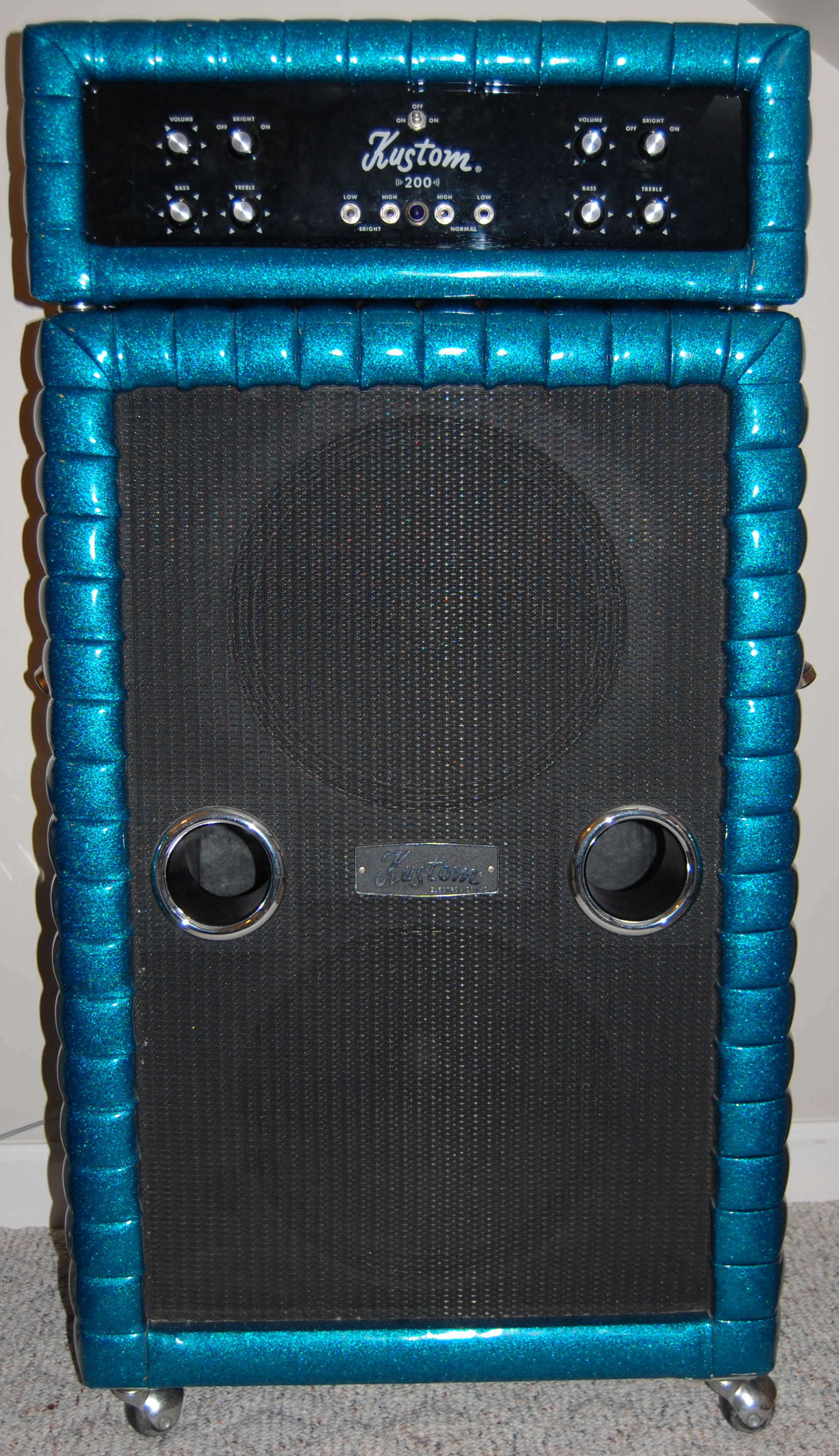
Kustom 200 bass amp - amp head and speakers, 100 watts RMS, two channels, two 15" speakers, 1971

Los amplificadores de guitarras se construyen, principalmente, en dos formatos: un "combo", conteniendo el amplificador y el altavoz en una única unidad, o una configuración de dos unidades, una conteniendo el amplificador (el "cabezal") que se sitúa encima de uno o varios bafles que contienen los altavoces.
Aparte de la entrada del instrumento (comúnmente un jack de 1/4 pulgadas), el amplificador puede estar provisto de otros jacks, tales como una entrada adicional, jacks de "send" y "return" para crear efectos de loop, o un jack de extensión de altavoces. Algunos amplificadores pueden tener salida estéreo o mini jacks para conectar reproductores de CD, reproductores portátiles u otras fuentes de audio o auriculares.

### Amplificadores de válvulas de vacío

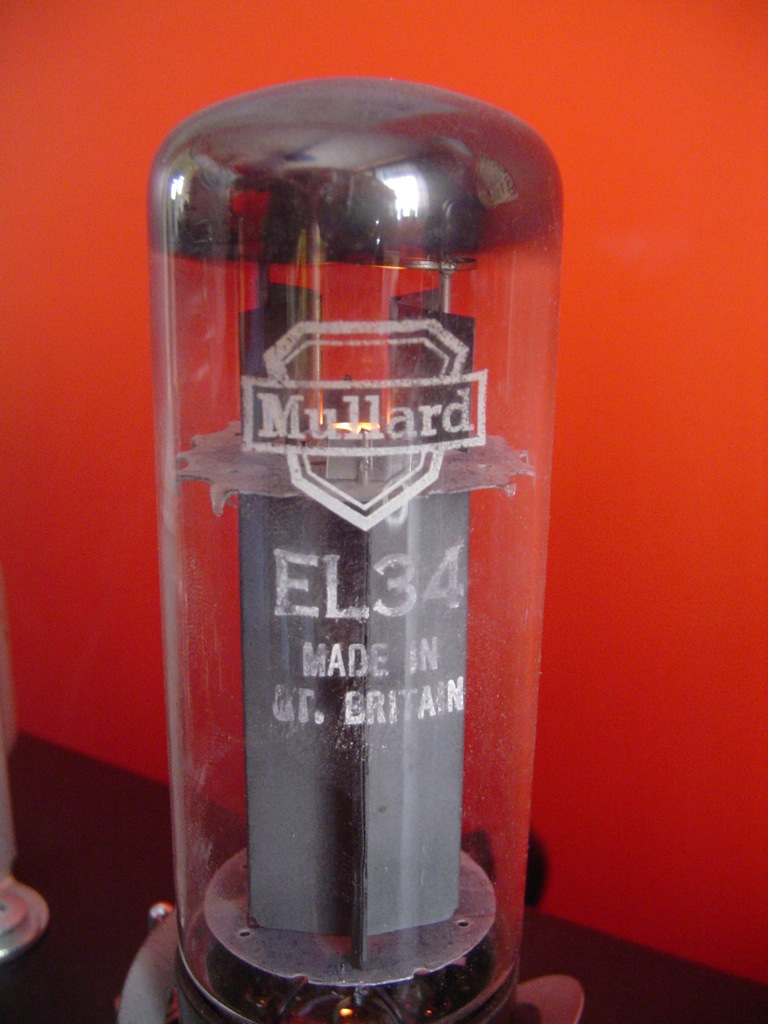
Válvula de vacío Mullard EL34

Las válvulas de vacío fueron el componente electrónico activo dominante en la mayoría de los amplificadores hasta la década de los 70, momento en el que los semiconductores (transistores) tomaron ventaja por razones económicas y de rendimiento, incluyendo reducción de temperatura y peso y mejora de la fiabilidad. Los amplificadores de válvulas de gama alta han sobrevivido como excepción, debido a la calidad de su sonido. Comúnmente uno o más triodos se usan en la sección de preamplificación con el objetivo de proveer suficiente voltaje para compensar las pérdidas en los controles de tono. Aunque la tecnología de válvulas está en buena parte obsoleta, permanece su popularidad dado que muchos guitarristas prefieren su sonido.

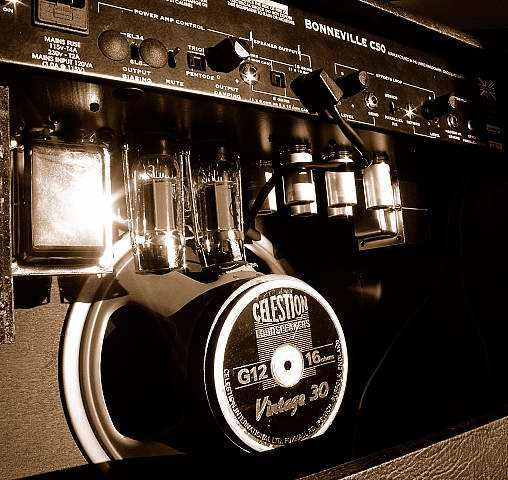
Visión trasera de un amplificador combo a válvulas. Son visibles dos válvulas de cristal para la salida, seis válvulas preamplificadores (más pequeñas) en sus fijaciones metálicas, el transformador de corriente y el transformador para la salida.

### Amplificadores de estado sólido
Los amplificadores más baratos están basados en semiconductores de estado sólido, y algunos diseños incorporan válvulas en la etapa de preamplificación por su, en teoría, sonido más cálido — ver "Amplificadores híbridos", más abajo. Los amplificadores de transistories son mucho más baratos de construir, más fiables y son más ligeros que los de válvulas.
Los amplificadores de estado sólido de gama alta son menos comunes, dado que muchos giutarristas profesionales prefieren las válvulas de vacío. Algunos guitarristas de jazz, sin embargo, suelen preferir el sonido más limpio de los amplificadores de transistores, y sólo unos pocos son atractivos de manera perdurable, como el Roland Jazz Chorus. Los amplificadores de estado sólido varían en potencia de salida, funcionalidad, tamaño, precio, y calidad de sonido en un amplio espectro que va desde amplificadores de ensayo a modelos profesionales.

### Amplificadores híbridos
Un amplificador híbrido puede implicar una de dos combinaciones de amplificacíon de válvulas y transistores. De este modo, puede disponer de un amplificador de válvulas alimentado por un circuito preamplificador a transistores, como en la mayoría de los amplificadores originales de MusicMan, los Fender Super Champ XD, y el amplificador Roland Bolt. Los amplificadores Randall V2 y T2 usan tecnología híbrida. Alternativamente, un preamplificador a válvulas puede alimentar una etapa de salida de transistores, como en los modelos de Kustom, Hartke and Vox. De este modo le exime de necesitar un transformador de salida y le permite la aproximación a nuevos niveles de potencia.

### Amplificadores modeladores

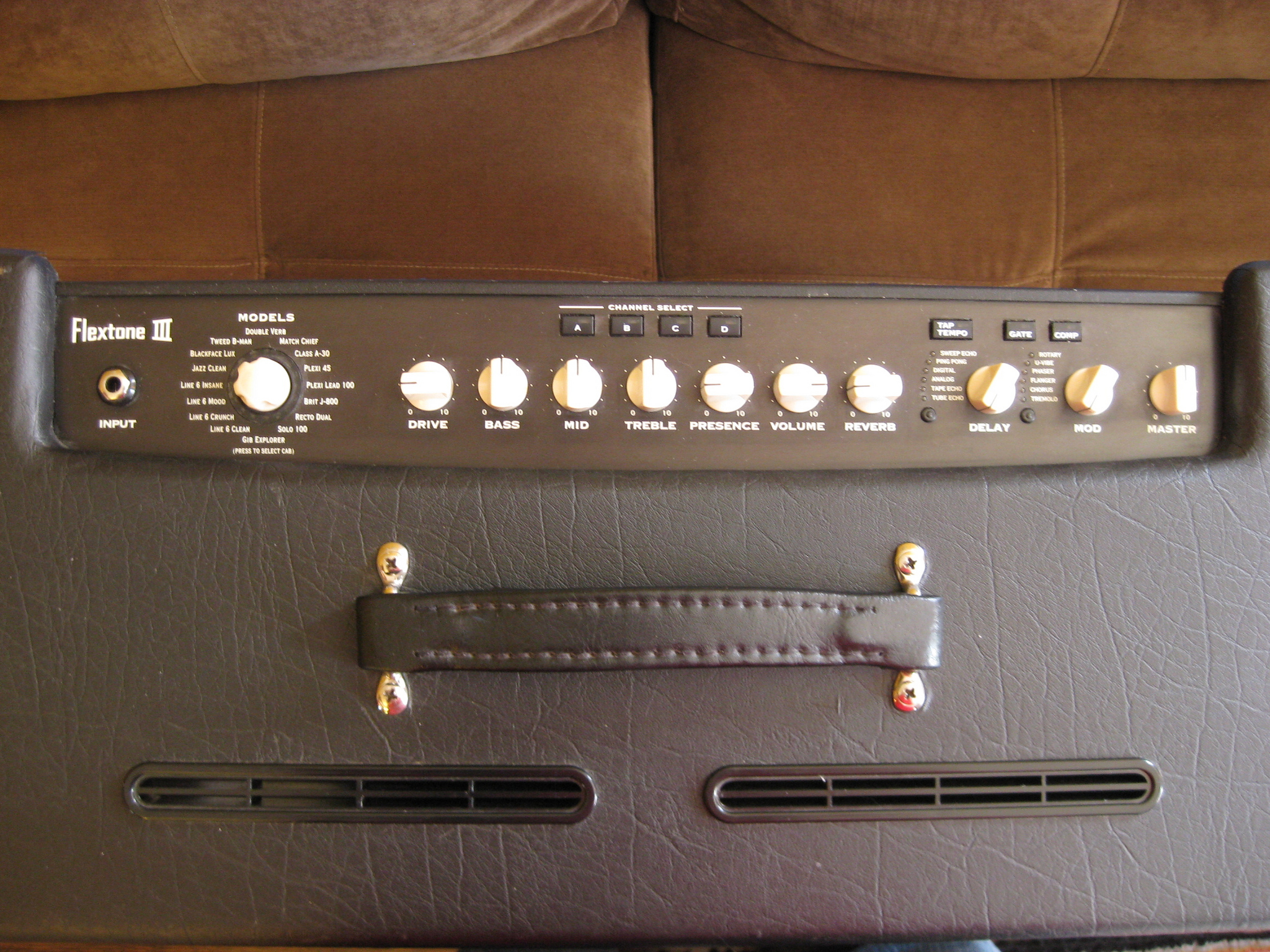
Modeling amplifier. Nótese las múltiples emulaciones disponibles a través del selector situado a la izquierda.

La tecnología de microprocesadores permite el uso de efectos digitales para crear diferentes sonidos dentro de un mismo amplificador. A estos se los denomina amplificadores modeladores, y pueden ser programados con tonos simulados de distintos modelos de amplificadores ya existentes, o configurados al gusto del usuario. Muchos amplificadores de este tipo son programables también a través de un puerto USB conectado a un ordenador. Usualmente se reconoce a la compañía Line 6 como la introductora de amplificadores modeladores en el mercado.
En los últimos años se ha acuñado el término "Full Range Flat Response" (FRFR, Respuesta Plana de Rango Completo en español) para denominar un tipo de amplificación en la que el tono es creado por un procesador de sonido situado en la cadena de la señal con anterioridad al amplificador, pero en lugar de un amplificador de guitarra, con sus características particulares de sonido, se usa un sistema de amplificación de respuesta plana, similar a un altavoz activo o a un sistema PA. Estos procesadores pueden ser efectos de guitarra tradicionales, un amplificador modelador (sin amplificador de potencia), o un equipo informático ejecutando un programa de ecualización.

### Amplificadores de guitarra acústica
Estos amplificadores están diseñados para ser usados con guitarras acústicas, especialmente por la forma en la que estos instrumentos son usados en géneros relativamente tranquilos como la música folk o el bluegrass. Son similares en muchos aspectos a los amplificadores para teclados, con una respuesta plana de frecuencias, y suelen estar diseñados de modo que ni la potencia ni los altavoces introducen coloración adicional al sonido.
Para producir este sonido relativamente "limpio", estos amplificaores suelen tener potentes amplificadores (de hasta 800 vatios RMS), para proporcionar "headroom" adicional y evitar distorsiones inesperadas. Dado que un amplificador de 800 vatios construido con tecnología de clase AB sería muy pesado, algunos fabricantes de amplificadores acústicos usan amplificadores ligeros de clase D.
Los amplificadores acústicos están diseñados para producir un sonido "limpio", transparente y "acústico" cuando son usados con instrumentos que incorporan pastillas transductoras o micrófonos. El amplificador suele integrar un mezclador simple, de modo que las señales de la pastilla puedan ser mezcladas. Desde principios del siglo XXI, se ha hecho común equipar los amplificadores acústicos con efectos digitales, como reverb o compresión. Del mismo modo, estos amplificadores contienen dispositivos de supresión de realimentación, como filtros como notch filters o parametric equalizers.

## Configuración

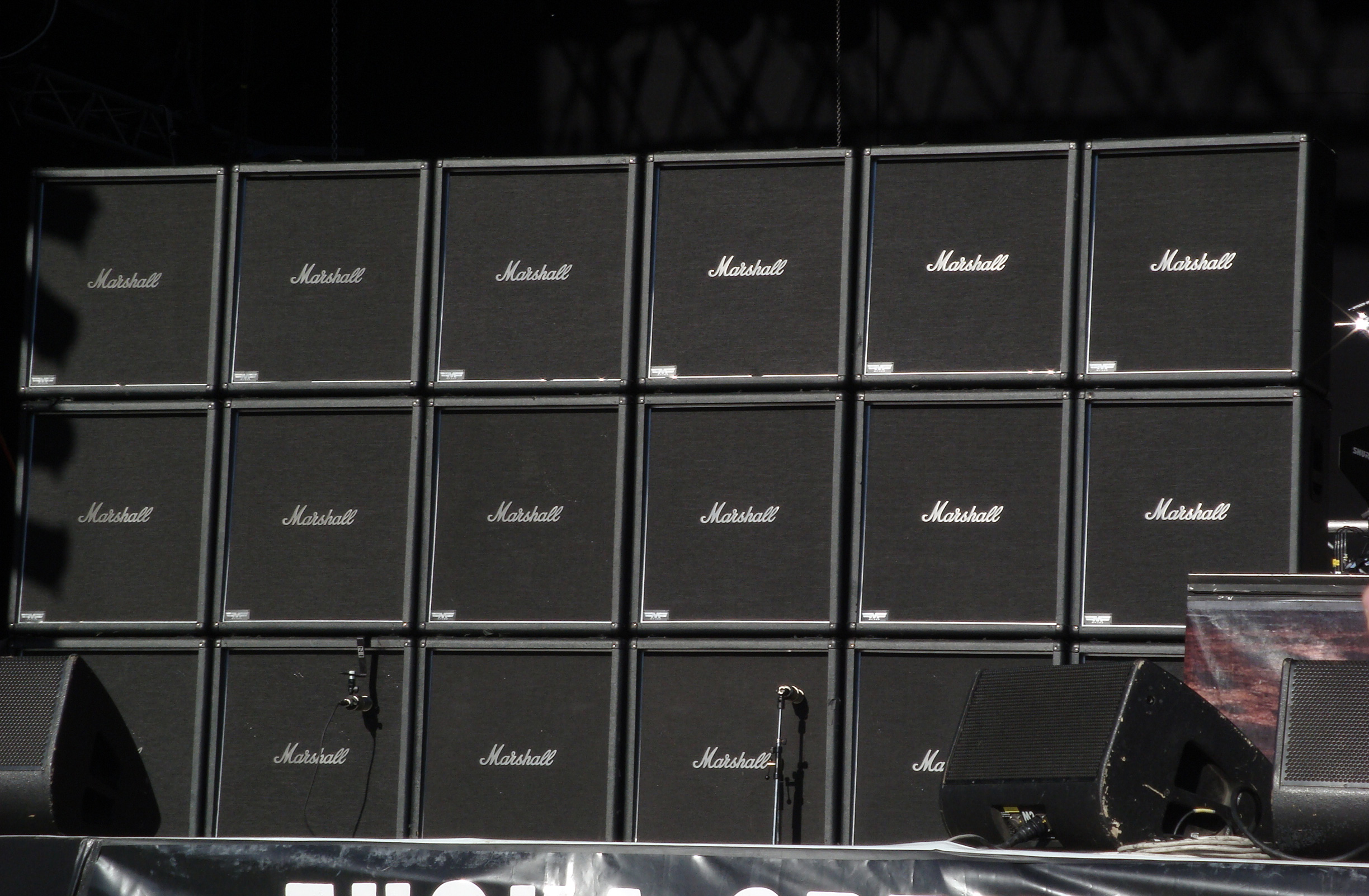
Una pila de 3 x 6 de amplificadores Marshall simulados usados por Jeff Hanneman de Slayer

Un amplificador stack consiste en un cabezal amplificador situado encima de un bafle. Un cabezal sobre un bafle se llama comúnmente half stack, un cabezal sobre dos bafles se suelle llamar full stack. El bafle superior sobre el que se asienta el cabezal suele tener un frontal angulado, mientras el inferior suele ser plano. La primera versión del Marshall stack era un cabezal y un mueble de 8x12, que significa un bafle con ocho altavoces de 12 pulgadas. Después de que se fabricaran seis de estos amplificadores, la configuración se cambió por un cabezal sobre dos muebles de 4x12, significando esto dos bafles de cuatro altavoces de 12 pulgadas, facilitando así su transporte.
Algunas bandas han usado grandes pilas de amplificadores, en ocasiones montando únicamente el frontal sobre un marco, por motivos estéticos con el fin de aparentar una mayor potencia sonora.

## Distorsión, potencia y volumen

### Potencia de salida
Para los amplificadores de guitarra eléctrica suele haber una distinción entre amplificadores de "prácticas" o "grabación en estudio", que suelen tener una potencia de salida en torno desde los 20 vatios a fracciones de vatios, y los amplificadores de "concierto", con potencias de 50 vatios en adelante. Tradicionalmente, estos últimos han sido amplificadores de potencia fija, con algunos modelos incorporando un selector de potencia, que disminuye ligeramente el volumen preservando la ganancia.
La relación entre el volumen percibido y la potencia de salida no es obvia. El volumen de un amplificador de 5 vatios se puede percibir como la mitad del percibido en un amplificador de 50 vatios (con una potencia 10 veces superior), y en uno medio vatio se puede percibir como una cuarta parte de uno de 50 vatios. Duplicar la potencia de un amplificador tiene como consecuencia apenas un aumento notable en el volumen, de modo que un amplificador de 100 vatios resultará tener apenas más volumen que uno de 50 vatios. Tales generalizaciones son subjetivas y están sujetas a la tendencia del oído humano a comportarse como un compresor natural a altos niveles de ruido.
La atenuación de potencia puede ser usada tanto con amplificadores de baja como de alta potencia, resultando en amplificadores de potencia variable. Un amplificador de alta potencia con atenuador puede estimular las válvulas provocando distorsión a un rango de niveles de volumen aceptable, disminuyendo la distorsión de alta potencia. Otras tecnologías, como los rectificadores duales o los circuitos Stag -que no deben ser confundidos con atenuadores- permiten a los amplificadores de alta potencia producir volumen bajos preservando la distorsión de alta potencia.
La eficiencia de los altavoces es también un factor que afecta importantemente al volumen máximo que son capaces de alcanzar los amplificadores a válvulas. Para bajos, es necesario amplificadores de alta potencia para reproducir sonidos de bajas frecuencias. Mientras que una guitarra eléctrica puede ser usada en locales pequeños con amplificadores de 50 vatios, un bajista en las mismas circunstancias podría necesitar un amplificador de 200 vatios.

### Distorsión y volumen
La distorsión es una característica disponible en muchos amplificadores de guitarra que no se suele encontrar en amplificadores de bajo o teclado. Los amplificadores de válvulas pueden producir distorsión a través de ecualización pre-distorsión, distorsion en el preamplificador, distorsión por compresión en válvulas rectificadoras, en ecualización post-distorsión, distorsión en la etapa de potencia, distorsión en el transformador de salida, distorsión a través del altavoz, y en la respuesta en frecuencia del altavoz y el bafle. El sonido o textura provocado por la distorsión del amplificador es posteriormente procesado o moldeado a través de la respuesta en frecuencia y por factores distorsionadores en el micrófono (respuesta, posicionamiento, y efectos de filtrado), en el previo de los micrófonos, en los ecualizadores y en la compresión. Adicionalmente, el sonido básico producido por un amplificador de guitarra puede ser modificado y moldeado añadiendo pedales de efectos de distorsión y/o ecualización previos a la entrada del amplificador, en el loop de efectos anterior a la etapa de potencia o posterior a ésta.

#### Distorsión en la etapa de potencia
La distorsión en la etapa de potencia es necesaria en algunas situaciones. En un amplificador estándar con master/volumen, cuando el volumen final o master se incrementa por encima de la potencia del amplificador, se produce distorsión en la etapa de potencia. De esta manera se obtiene distorsión a volúmenes considerables, pudiendo no ser adecuado en algunas situaciones, por lo que existen diversos métodos para obtener distorsión sin necesidad de un incremento de volumen. Un método es usar un reductor de potencia que sitúa la atenuación entre la etapa de potencia y el altavoz. Otro método es usar una "carga fantasma", consistente en una resistencia que absorbe potencia de la etapa de potencia y la convierte en calor, mientras un amplificador de baja potencia envía la señal ya atenuada al altavoz. Otra alternativa es el uso de una caja de aislamiento, consistente en un gabinete fabricado a prueba de ruidos que contiene un altavoz al que se conecta el amplificador, aislando el sonido del mismo.